# شينيا هاغيهارا
شينْيا هاگِهارا (باليابانية: 萩原 慎也) (مواليد 7 أبريل 1971)، هو لاعب كرة قدم ياباني سابق كان يلعب كمدافع.

## وصلات خارجية
- شينيا هاغيهارا على موقع رابطة كرة القدم اليابانية للمحترفين (اليابانية)